# Søren Hjorth

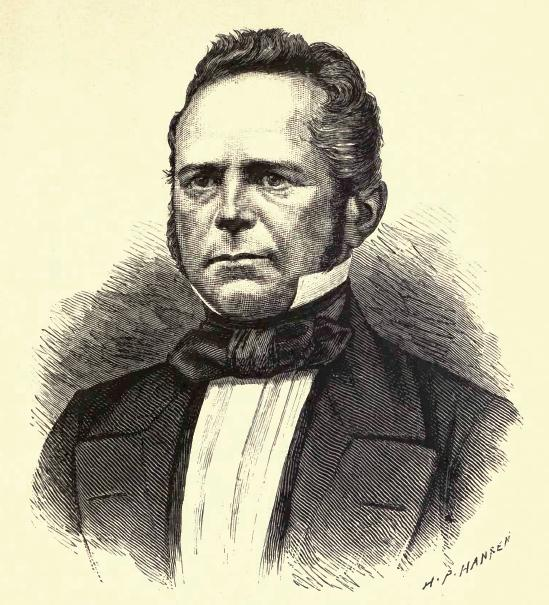
Søren Hjorth (ca. 1850)

Søren Hjorth (Vesterbygård, 13 oktober 1801 – Kopenhagen, 28 augustus 1870) was een Deens jurist, uitvinder en pionier op het gebied van spoorwegen en de elektrotechniek. Tien jaar eerder dan Werner von Siemens ontdekte hij reeds het dynamo-elektrische principe en verkreeg in 1854 het eerste octrooi op de zelfbekrachtigde dynamo.

## Biografie
Hjorth werd geboren in Vesterbygård, gelegen bij Kalundborg in het westelijk deel van Seeland, waar zijn vader Jens Hjorth rentmeester was. Van hun vele kinderen overleefden, naast Søren, slecht twee de kinderjaren. Zijn moeder was Margrethe Lassen. Hoewel zijn ouders hem een toekomst in de landbouw in gedachten hadden, volgde hij geen speciaal onderwijs. Evenwel slaagde hij erin om een juridisch examen af te leggen.
In 1821 werd hij rentmeester op het landgoed Bonderup bij Korsør, maar deze baan voldeed niet aan zijn verwachtingen. Hij trad in 1828 op als volontair rijksambtenaar in Kopenhagen, waar hij in 1836 secretaris werd. (Ook in zijn latere werk als ingenieur werd hij meestal als "secretaris Hjorth" aangesproken.) Daarnaast bezocht hij lezingen aan de Polytechnische school, in het bijzonder die van professor Ørsted over elektriciteit en magnetisme.
In 1839 werd hij manager van een pianofabriek en in 1844 technisch directeur van een door hem opgericht spoorwegbedrijf. In 1845 huwde hij Vilhelmine Ancker Hansen (1805-1885), die twee dochters uit een eerder huwelijk meebracht – samen kreeg het paar geen kinderen. In 1848 moest hij wegens gezondheidsredenen de directiepost bij z'n spoorwegmaatschappij opgeven. In de daaropvolgende jaren werkte hij in Engeland aan zijn dynamo.
Vanaf 1857 bekleedde hij verscheidene activiteiten, als vertegenwoordiger van een Engelse staalfabriek, als vertaler en als octrooiadviseur. In 1861 stopte hij met werken en ontving hij een pensioen voor zijn bewezen verdiensten bij de aanleg van de eerste Deens spoorweg. Hij overleed op 28 augustus 1870.

## Prestaties

### Stoomwagen
Gedurende zijn leven was Hjorth gefascineerd door mechanische problemen. In 1832 construeerde hij een draaiende stoommachine, die door werktuigbouwkundige Schiødt gebouwd werd en vervolgens door de koning gekocht voor de pas opgerichte Polytechnische school. Hetzelfde jaar publiceerde hij het ontwerp van een stoomwagen die aangedreven werd door zijn stoommachine. Een bouwsubsidie werd echter afgewezen en de wagen is vermoedelijk nooit gemaakt.
Na een reis door Engeland in 1834, waar hij de verschillende experimenten gadesloeg van stoomvoertuigen voortbewogen over wegen en op rails, begon hij aan een nieuwe poging. Een door hem gebouwde kleine stoomwagen deed het goed door de vlakke straten van Kopenhagen, maar strandde echter op de kleine heuvels in de omgeving.

### Spoorwegen
In 1839, na een rondreis door Engeland, Frankrijk en België raakte hij ervan overtuigd dat stoomlocomotieven op rails veel meer succes zouden hebben dan stoomwagens. Samen met de boekhouder Johan Christian Gustav Schramm legde hij een gedetailleerd plan neer om een spoorweg aan te leggen van Kopenhagen naar Roskilde. Dit idee werd aanvankelijk verworpen, maar na een harde strijd verkreeg hij in 1843 een koninklijke concessie. De in 1844 uitgegeven aandelen waren binnen een maand ingetekend (overwegend in Hamburg vanwege de lage rente in Denemarken).
Det Sjællandske Jernbaneselskab werd op 2 juli 1844 opgericht, met Hjorth als technisch directeur en Schramm als directeur-generaal. Drie jaar later, op 27 juni 1847, werd het baanvak van Kopenhagen naar Roskilde geopend als eerste spoorlijn in Denemarken (afgezien van de spoorlijn Kiel-Altona in het Deense hertogdom Holstein). Met een waarborg van de staat kon in 1852 de verlenging naar Korsør (Vestbanen) aangelegd worden.

### Elektriciteit

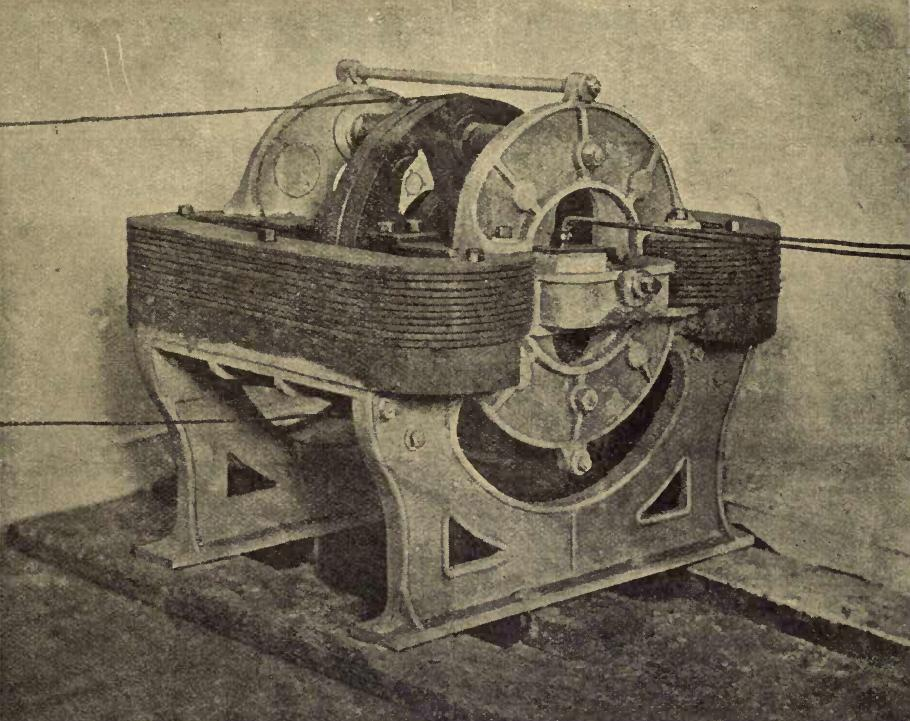
Hjorth dynamo (1855)

Na de ontdekking van elektromagnetisme (opwekken van een magneetveld door een elektrische stroom) door de Deen Ørsted in 1820 en de elektromagnetische inductie (opwekken van een elektrische spanning door een veranderend magnetisch veld) in 1831 door de Brit Faraday werden er vele pogingen ondernomen om praktische toepassing hiervoor te vinden. Ook Hjorth ontwierp vanaf 1842 verschillende elektromotoren. In 1848 vroeg hij subsidie aan om een dergelijke machine volgens zijn ideeën in Engeland te laten bouwen. Op dat moment had reeds opgemerkt dat in een stuk ijzer het magnetisme versterkt werd wanneer deze met een stroomvoerende draad omwikkeld was, maar slechts tot een bepaald verzadigingspunt – zijn nieuwe machine zou van dit principe gebruikmaken.
Twee uitvoeringen van zijn elektromotor – die in prestatie vergelijkbaar waren aan een stoommachine met dezelfde grootte – werden er in Engeland gebouwd, waar ze veel aandacht trokken. In 1849 verkreeg hij er een octrooi op.

Zijn uitvinding had echter het nadeel dat er behalve inefficiënte batterijen er geen goede stroombronnen beschikbaar waren. Daarom ontwikkelde hij voor zijn motor een generator, die hij "droge batterij" noemde. Op 1 mei 1851 formuleerde hij het dynamo-elektrische principe van zelfbekrachtiging: 
Wanneer de stroom in dezelfde richting door een elektromagneet stroomt, wordt deze in verhouding sterker. En hoe meer deze gestimuleerd wordt, des te sterker wordt het anker aangetrokken en er zo een wederzijdse actie plaatsvindt.
Hjorth keerde november 1851 terug naar Kopenhagen waar hij verderging met datgene wat hij in Engeland was begonnen. In het voorjaar van 1854 had hij een 3 pk sterke dynamo gebouwd, waar hij in oktober van datzelfde jaar een Engels octrooi op verkreeg – 12 jaar voor Siemens.

### Mislukte plannen
Gefascineerd door het principe van zelfbekrachtiging meende hij dat hiermee een motor-generator combinatie gebouwd kon worden die met een kleine startenergie steeds meer en meer energie kon creëren. Het feit dat z'n perpetuum mobile onmogelijk is was toen nog algemeen bekend. Jarenlang probeerde hij vergeefs geld voor de bouw van bouw van grotere en geavanceerdere machine los te krijgen om toch nog zijn droom van een perpetuum mobile te kunnen vervullen.